# Battaglia del Ticino (600 a.C.)
La battaglia del Ticino fu combattuta intorno al 600 a.C.  alla confluenza del Ticino nel Po, nel territorio dove ora sorge Pavia, tra i Celti di Belloveso e gli Etruschi.

## Antefatti
Secondo la testimonianza offerta dallo storico latino Tito Livio che, nel I secolo d.C., compilò una vasta opera relativa alla storia di Roma dall’epoca della fondazione ai suoi giorni (Ab urbe condita), la prima discesa dei Celti in Italia fu quella condotta da Belloveso durante il regno di Tarquinio Prisco (seconda metà del VI secolo a.C.). Livio sostiene che, durante il regno di Ambingato, re dei Biturigi, la Gallia era oppressa da una eccezionale pressione demografica. Il re, ormai anziano, pensò di far fronte al grave problema, inviando verso nuove sedi gruppi di giovani scelti tra tutte le tribù celtiche. Li avrebbero guidati i nipoti del sovrano: Belloveso e Segoveso. Essi, secondo le indicazioni fornite dagli Dei attraverso gli auspici, avrebbero posto le loro sedi rispettivamente nell’Italia settentrionale e nella Selva Ercinia, luogo di ignota ubicazione. Belloveso dunque, a capo di una coalizione di tribù che avevano le loro sedi nelle regioni della Loira e della Senna, raggiunse il territorio dei Tricastini. Qui, dopo aver aiutato i Focesi di Marsiglia contro la tribù Salluvi, valicò le Alpi attraversando il territorio dei Taurini e i boschi della Dora, per poi proseguire il suo itinerario seguendo il corso sinistro del Po.

## La battaglia
Quando la massa di uomini, donne e bambini guidata da Belloveso giunse nel territorio dei Golasecchiani, dove il Ticino confluisce nel Po, nell’area in cui ora sorge Pavia, trovò un contingente etrusco schierato per sbarrare la strada ai Celti. Ne scaturì uno scontro durante il quale gli uomini di Belloveso sconfissero pesantemente gli Etruschi. Scarse sono le informazioni che abbiamo sull’episodio e molti dubbi permangono sia negli storici sia negli archeologi riguardo al racconto di Livio e alla datazione cronologico della battaglia (per alcuni di essi avvenuta invece in occasione della seconda migrazione celtica nel IV secolo a.C.). Un’iscrizione etrusca ritrovata a Rubiera e datata intorno al 600 a.C. menziona uno zilath (nel mondo etrusco una magistratura simile alla praetura dei romani, dotata di poteri simili a quelli di un sovrano, soprattutto in ambito militare). Secondo recenti studi, fu forse lo stesso zilath documentato a Rubiera a guidare le forze etrusche lungo la riva destra del Po contro i Celti, spingendosi all’interno del territorio dei Golasecchiani. Diversamente, secondo altre ricerche, gli Etruschi sconfitti da Belloveso sulle rive del Ticino non provenivano dell’Etruria Padana, ma da Genova, città allora culturalmente ligure, ma controllata da una classe dirigente etrusca o fortemente etruschizzata.

## Conclusioni
Comunque siano andate le cose, sempre secondo il racconto di Tito Livio, dopo la battaglia, Belloveso e le sue tribù venuti a conoscenza che la regione dove erano giunti era detta terra degli Insubri, lo stesso nome di una tribù degli Edui che aveva accompagnato Belloveso in Italia, decisero (come era prassi per le comunità celtiche, che tendevano a spostarsi verso territori in grado di accoglierle evitando scontri bellici con gruppi affini, con i quali cercavano invece di fondersi) di stabilirsi in quelle terre e fondarono la città di Milano.